# Orden basiliana de San Juan Bautista
La Orden Basiliana de San Juan Bautista de los Melquitas (en latín. Ordo Basilianus S. Iohannis Baptistæ Melkitarum (Soaritarum)), también conocida como Orden Basiliana Soarita, es una orden religiosa de la Iglesia greco-católica melquita, de vida apostólica y de derecho pontificio. Fue fundada en 1697, en Trípoli (Líbano), por un grupo de monjes basilianos partidarios de la unión de los melquitas con la Iglesia de Roma. Los monjes de este instituto son conocidos como basilianos soaritas y posponen a sus nombres las siglas B.C.

## Historia
A finales del siglo XVII surgió un gran movimiento en la Iglesia melquita de Líbano a favor de la unión con la Iglesia de Roma. En este contexto nació la idea de fundar un monasterio en Trípoli, dedicado a San Juan Bautista, para quienes decidieran vivir la vida monástica, según el estilo de las órdenes occidentales, pero conservando como regla de vida la de san Basilio. Así, en 1697 tomó vida el primer monasterio soarita. Inmediatamente encontraron la oposición de quienes estaban en contra de tal unión, razón por la cual perdieron muchos de sus monasterios. Establecida la unión y con el favor de los gobiernos de Siria y Líbano, la orden se expandió por los territorios de esas dos naciones.
Las Constituciones fueron aprobadas por el papa Benedicto XIV en 1757 y la Santa Sede aprobó la orden en 1772. En 1818, se produjo una división de la orden, dando como resultado dos ramas. Además de los soaritas, surgieron los alepinos. En 1955, el papa Pío XII permitió la conversión de la vida monástica a la vida apostólica, para la atención pastoral y cura de ánimas en parroquias y otras actividades.

## Organización
La Orden Basiliana Soarita es un instituto religioso centralizado, cuyo gobierno es ejercido por un superior general, al que sus miembros dan el título de archimandrita. La curia general se encuentra en Khonchara (Líbano).
Los basilianos soaritas se dedican a diversas actividades pastorales, especialmente a la cura de ánimas en las parroquias y a la educación e instrucción cristiana de la juventud. Además de ello, son un medio de comunicación y acercamiento a las Iglesias orientales no católicas. En 2015, el instituto contaba con unos 44 monjes, de los cuales 35 eran sacerdotes, en 8 monasterios, presentes en Argentina, Australia, Italia, Líbano y siria.